# کربونیل سیانید ام-کلروفنیل هیدرازون
کربونیل سیانید ام-کلروفنیل هیدرازون (به انگلیسی: Carbonyl cyanide m-chlorophenyl hydrazone) یک ترکیب شیمیایی با شناسه پاب‌کم ۲۶۰۳ است. که جرم مولی آن ۲۰۴٫۶۱۶ g/mol می‌باشد. 
این ترکیب یک مهار کننده شیمیایی فسفوریلاسیون اکسیداتیو است. این یک نیتریل ، هیدرازون و پروتونوفور است. به طور کلی ، CCCP باعث از بین رفتن تدریجی سلولهای زنده و مرگ ارگانیسم می شود.  
CCCP بر روی واکنشهای سنتز پروتئین در میتوکندری گیاهچه تأثیر می گذارد. CCCP باعث جدا شدن گرادیان پروتون می شود که در طی فعالیت طبیعی حامل های الکترونی در زنجیره حمل و نقل الکترونی ایجاد می شود. این ماده شیمیایی اساساً به عنوان یک یونوفور عمل می کند. 